# Paul D. Harkins
Paul Donal Harkins (Boston, Massachusetts, 1904. május 15. – Dallas, Texas, 1984. augusztus 21.) amerikai tábornok, a Dél-Vietnámban szolgáló az amerikai csapatok parancsnokságának első parancsnoka volt 1962 és 1964 között.

## Élete
1929-ben végzett a West Pointon, a második világháború alatt törzstisztként szolgált. A vietnámi háború során 1962 és 1964 között a MACV első főparancsnoka volt. Távozása után hamarosan nyugdíjba vonult. 1969-ben jelent meg George Patton tábornokról szóló könyve. A Patton című 1970-ben készült amerikai háborús film forgatása során technikai tanácsadóként működött közre.